# Lipoveni
Lipoveni è un comune della Moldavia situato nel distretto di Cimișlia di 2.107 abitanti al censimento del 2004

## Località
Il comune è formato dall'insieme delle seguenti località: (popolazione 2004)
- Lipoveni, o Lipatei (1.440 abitanti)
- Munteni (554 abitanti)
- Schinoșica (113 abitanti)